# 中国驻塞拉利昂大使馆
中华人民共和国驻塞拉利昂共和国大使馆（英語：Embassy of the People's Republic of China in the Republic of Sierra Leone），简称中国驻塞拉利昂大使馆，是中华人民共和国驻塞拉利昂的外交代表机构。

## 机构设置
中国驻塞拉利昂大使馆设置下列机构：
- 经济商务处
- 领事部